# Yamaha GS
Yamaha GS-serien är en snöskoterserie från Yamaha Motor Company. Serien gick under namnet SM i Sverige. 250:n och 300:an hade hjulboggie medan den större SM340 hade slidesboggie.

## SM-serien år från år
1976 introducerades GS250, GS300 och GS340. Detta var modifierad GP/SL 246, 292 och 338. Smärre modifikationer från dessa. Motorstyrkan på dessa maskiner var GS250 hade 18 hk, GS300 hade 22 och GS340 hade hela 25 hk. GS250 och GS300 hade en encylindrig tvåtaktsmotor medan GS340 hade en fläktlkyld tvåcylindrig tvåtaktsmotor. Anm: Yamaha 22 hästkrafter för GS300-modellen antagligen är 18 hk mer troligt eftersom man uppger denna effekt på nästa års modell.
- 1977 med väldigt moderata förändringar hette maskinerna GS300A och GS340A. En skillnad var att man på 1977 års modell övergav innerdriften på mattan för en mer modern ytterdrift vilket används på alla Yamaha snöskotrar till dags dato. 1977:ans GS hade också en annan primärvariator.
- 1978 GS300B och GS340B heter modellerna för året, nya färger men i övrigt samma maskin som tidigare. GS300B blir den sista Yamaha snöskotern med hjulboggie.
- 1979 enbart GS340C är kvar i GS-serien.